# Trasmissione di cella
In informatica e telecomunicazioni la Trasmissione di cella o Cell Relay è un termine usato nelle reti informatiche per il metodo di multiplazione statistica con pacchetti di lunghezza fissa, dette celle, per trasportare dati tra computer o tipi di dispositivi di rete.
È un protocollo di comunicazione inaffidabile, orientato alla connessione.
I tassi di trasmissione variano di solito tra i 56Kbit/s e diversi gigabit per secondo.
ATM è una famosa tecnologia di "Trasmissione di cella" è per lo più usato per comunicazioni DSL, che spesso opera tra 128Kbit/s e 1,544 Mbit/s.
I protocolli Cell Relay non hanno né il controllo di flusso né la correzione degli errori, sono indipendenti dall'informazione del contenuto e corrispondono ai primi due livelli del modello OSI della rete.